# 투이비티

투이비티의 기(1871년-1874년).

투이비티(피지어: Tui Viti)는 피지의 군주 칭호다. 대추장(영어: paramount chief)이라는 뜻이다.
피지 군주제는 19세기 중반에 세루 에페니사 다콤바우라는 군벌이 피지의 여러 부족들을 통일하여 피지 왕국을 출범한 데서 시작한다. 1874년, 다콤바우는 대추장의 주권을 영국에 넘겼고, 피지는 대영제국의 왕령식민지가 되었다. 대략 1세기 정도의 영국의 직할 지배를 거친 뒤 피지는 자치령이 되었다. 이로써 주권은 피지 현지인들에게 돌아왔지만 영국 여왕 엘리자베스 2세가 대추장으로서 명목상의 국가원수 재위를 계속했다.
1987년 제2쿠데타로 피지는 공화국이 되었고 군주제가 철폐되었다. 추장 대평의회는 엘리자베스 2세를 여전히 피지의 투이비티 또는 여왕이라고 인정했으나, 이것은 어떠한 헌법적, 법률적 근거도 없었다. 추장 대평의회는 2012년에 해산당했다가 2023년에 재설립되었다. 엘리자베스 2세는 이 직함을 사용하지 않았고 피지 정부도 이를 인정하지 않았다.